# روبيرث موران
ديكسون روبيرث موران بيلو (بالإسبانية: Ruberth Morán) (مواليد 11 أغسطس 1973 في ماردة) لاعب كرة قدم فنزويلي دولي معتزل كان يجيد اللعب في خط الهجوم .

## روابط خارجية
- روبيرث موران على موقع الاتحاد الدولي (مؤرشف)  (الإنجليزية)
- روبيرث موران على موقع قاعدة بيانات كرة القدم.إي يو (الإنجليزية)
- روبيرث موران على موقع ناشيونال فوتبول تيمز (الإنجليزية)